# Letectvo

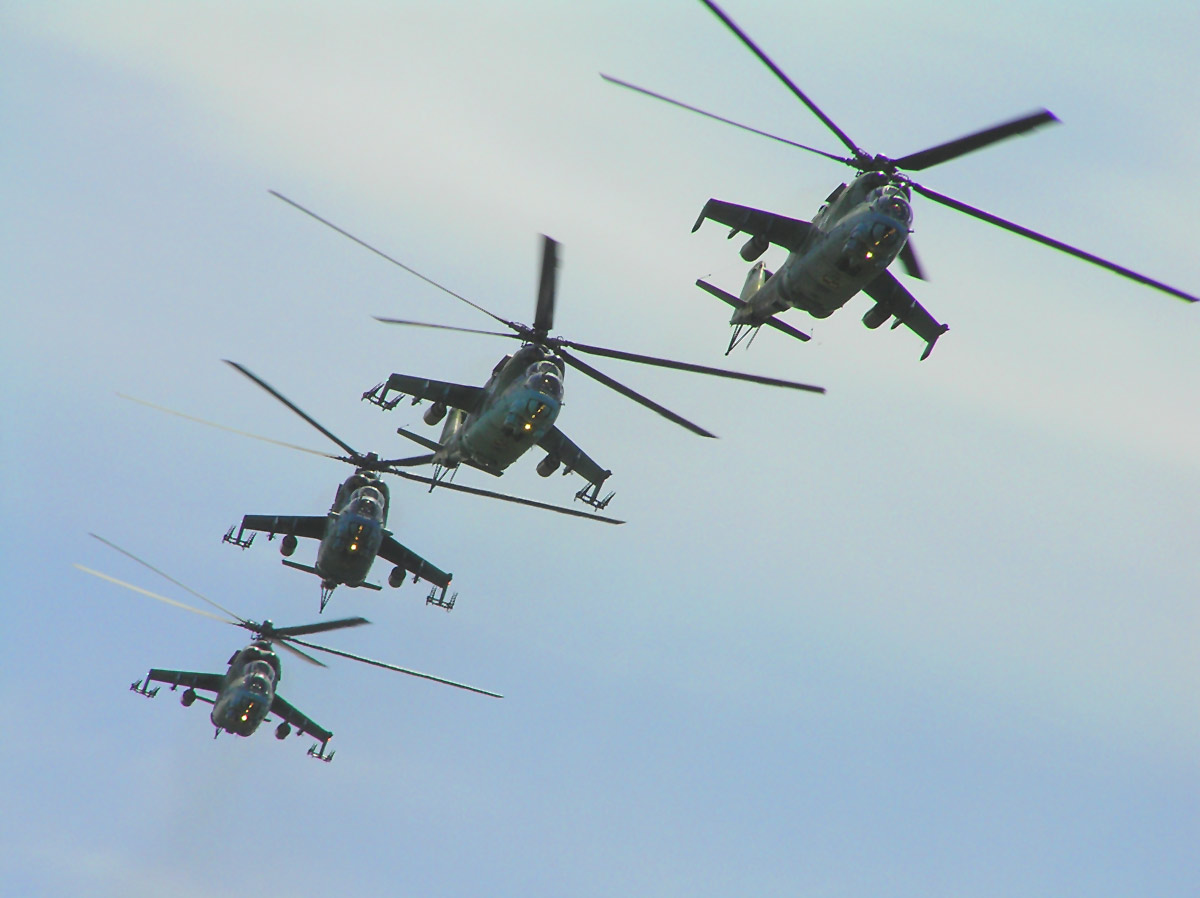
Formace Mi-35 od AČR

Letectvo je složka ozbrojených sil daného státu, vyzbrojená vojenskými letadly.
Může tvořit buď zcela samostatnou složku, nebo je součástí pozemního vojska či námořnictva (ať už jako palubní nebo pozemní letectvo).
V ozbrojených silách některých zemí jsou jako „letectvo“ označovány i jednotlivé letecké armády, například Osmá letecká armáda USAAF/USAF, označovaná v angličtině jako Eighth Air Force.